# Ребека Шугър
Ребека Реа Шугър (на английски: Rebecca Rea Sugar) е американска аниматорка, карикатуристка, авторка на песни и режисьорка.
Тя е най-известна със създаването на анимационния сериал по Cartoon Network – „Стивън Вселенски“. Шугър е бивша писателка и сториборд художничка на анимационния сериал по същия канал „Време за приключение“. За работата и над двата сериала е номинирана за три награди Еми. По създаването на епизодите на „Стивън Вселенски“ тя е изпълнителна продуцентка, сценаристка, сториборд художничка и авторка на песни.
На Comic-Con 2016 Ребека признава, че е бисексуална и казва, че за да привлече вниманието към въпросите на правата на жените използва своя филм „Стивън Вселенски“, като представя героите от нежния пол (според филма скъпоценните камъните са и двата пола, но са с женски външен вид) като бисексуални жени. Любимият герой на Шугър е Грег. Любимият ѝ кристален камък е Рубин. Ребека Шугър често свири на укулеле, когато се подготвя за демонстрации пред публика.

## Биография
Ребека Шугър едновременно учи в гимназията Монтгомъри Блеър и Визуалния Център за изкуства и в гимназията „Алберт Айнщайн“ (където тя става полуфиналист в конкурса по изкуства Scholar), с двете училища в Мериленд. Тя продължава в училище по визуални изкуства в Ню Йорк. Кариерата и на аниматор започва, когато е присъединява към екипа на „Време за приключение“ като сториборд ревизионистка по време на първия сезон на шоуто. Благодарение на качеството на работата си, в рамките на един месец, е наета за сториборд художник, когато прави свой дебют по време на създаването на втория сезон. Нейният първи епизод е „Тя дойде от Nightosphere“.
Създаването на анимационния филм „Стивън Вселенски“ започва още докато Ребека Шугър все още работи и по епизодите на „Време за приключение“. Тя продължава да работи по него до петия сезон на шоуто, след което напуска работата си там, за да се съсредоточи върху собствения си анимационен сериал „Стивън Вселенски“. Последният ѝ епизод за „Време за приключение“ е „Симон и Марси“; След този епизод, работата върху двете серии едновременно според нея „става невъзможна да се върши“. Тя също преди това среща трудности при създаването на епизода за „Време за приключение“ „Лошо малко момче“. Ребека Шугър решава да се върне в екипа на „Време за приключение“ временно, за да напише песента „Всичко остава“ за седми сезон на минисериала „Стейкс“. Тя проектира обложката на албума „Истинска романтика“ за Естел, актрисата озвучаваща гласът на Гранат в „Стивън Вселенски“ на английски. Тя е известна и с комикса, „Не плачи за мен, вече съм мъртъв“.

## Награди

### Време за приключение
За работата си по Време за приключение спечелва награда Еми за краткометражна анимация, като е номинирана за епизода „It came from Nightosphoere“ през 2011 г. и за епизода „Simon & Marcy“ през 2013 г. Номинирана е за награда Еми и през 2012 г. за най-добър сторибординг в телевизионна продукция. През 2012 г. американското списание Forbes я включва в списъка си „30 under 30 in Entertainment“, отбелязвайки, че тя е отговорна за „много от най-добрите епизоди“ на Време за приключение.

### Стивън Вселенски
За работата си по Стивън Вселенски, Ребека Шугър е номинирана отново занаграда Еми за краткометражна анимация на епизоди. „Lion 3: Straight to Video“ и „The Answer“.

## Личен живот
През февруари 2016 г., Йан Джоунс-Куартей потвърди, че той и Шугър са имали романтична връзка през последните осем години. Той добави, че те са се срещнали, когато Ребека е в Училището по визуални изкуства в Ню Йорк. През юли 2016 г. Шугър споделя на Comic-Con 2016 в Сан Диегона, че бисексуалните връзки и чувства един спрямо друг на героите в Стивън Вселенски са били в голяма част въз основа на собствената и личност на бисексуална жена. Баща ѝ Роб Шугър призна, че Ребека и брат ѝ Стивън са запалени по еврейските обичаи, което той нарича „еврейска чувствителност“.

### Филми
| Година | Заглавие           | Работи като        |
| ------ | ------------------ | ------------------ |
| 2012   | Хотел Трансилвания | Сториборд художник |

### Телевизия
| Година          | Заглавие                   | Работи като                                                                                      |
| --------------- | -------------------------- | ------------------------------------------------------------------------------------------------ |
| 2009–2012; 2015 | Време за приключение       | Писателка на сюжет, Писателка на песни, Сториборд художничка; озвучителка на майката на Марселин |
| 2013–2019       | Стивън Вселенски           | Създателка, изпълнителна продуцентка, писателка на сюжет, Сториборд художничка и текстописец     |
| 2019–2020       | Стивън Вселенски: Бъдещето | Създателка и изпълнителен продуцент                                                              |
| 2021            | Амфибия                    | Текстописеьц и озвучаваща актриса                                                                |